# Ламбертон (Техас)
Ламбертон (англ. Lumberton) — місто (англ. city) в США, в окрузі Гардін штату Техас. Населення — 13 554 особи (2020).

## Географія
Ламбертон розташований за координатами 30°15′14″ пн. ш. 94°12′32″ зх. д. / 30.25389° пн. ш. 94.20889° зх. д. (30.253787, -94.208802).  За даними Бюро перепису населення США в 2010 році місто мало площу 34,70 км², з яких 34,43 км² — суходіл та 0,27 км² — водойми.

## Демографія
Згідно з переписом 2010 року, у місті мешкали 11 943 особи в 4329 домогосподарствах у складі 3334 родин. Густота населення становила 344 особи/км².  Було 4664 помешкання (134/км²).
Расовий склад населення:
| - 96,3 % — білих - 0,7 % — азіатів - 0,4 % — чорних або афроамериканців - 0,3 % — корінних американців - 1,0 % — осіб інших рас |

До двох чи більше рас належало 1,3 %. Частка іспаномовних становила 4,7 % від усіх жителів.
За віковим діапазоном населення розподілялося таким чином: 26,6 % — особи молодші 18 років, 62,3 % — особи у віці 18—64 років, 11,1 % — особи у віці 65 років та старші. Медіана віку мешканця становила 36,5 року. На 100 осіб жіночої статі у місті припадало 98,1 чоловіків;  на 100 жінок у віці від 18 років та старших — 95,0 чоловіків також старших 18 років.
Середній дохід на одне домашнє господарство  становив 76 216 доларів США (медіана — 61 963), а середній дохід на одну сім'ю — 89 177 доларів (медіана — 71 059). Медіана доходів становила 58 534 долари для чоловіків та 38 611 долар для жінок. За межею бідності перебувало 7,6 % осіб, у тому числі 9,7 % дітей у віці до 18 років та 9,4 % осіб у віці 65 років та старших.
Цивільне працевлаштоване населення становило 5787 осіб. Основні галузі зайнятості: освіта, охорона здоров'я та соціальна допомога — 23,1 %, виробництво — 13,9 %, роздрібна торгівля — 13,8 %.